# Jean Esponde
Jean Esponde est un poète, écrivain et voyageur français, né à Ciboure au Pays basque.

## Biographie
Jean Esponde passe son enfance dans le sud marocain et fait ses études supérieures à Bordeaux, en France. Il enseigne la philosophie puis change d’activité : orientation des étudiants à l'Éducation nationale,.
Il écrit des ouvrages à dimension « géo-poétique », en particulier Corne d'Afrique et Mer Rouge, Chine, accompagnent des « non-biographies » de Rimbaud, Segalen et Barthes. « C’est dans un livre qui se qualifie de non-biographie que le Rimbaud des terres sauvages et des âmes dures surgit le mieux », écrit Yves Harté. Il est également auteur de romans et donne régulièrement des lectures publiques avec l'Atelier de l'agneau.

## Œuvres

### Poésie
- Couleurs Harar, Atelier de l'agneau, 1999
- Hébergements, Atelier de l'agneau, 2002 (un itinéraire vers la Mer Rouge)
- Agadir, Atelier de l'agneau, 2004
- Le barrage des Trois Gorges, Atelier de l'agneau, 2008
- Éphèse, l’exil d’Héraclite, Atelier de l'agneau, 2013
- La Crète d’Ariane et Minos, Atelier de l'agneau, 2015
- Les derniers Grecs, Corinthe 146 av. J.C., Atelier de l'agneau, 2016
- Zones d’admiration, Atelier de l'agneau, 2021

### Prose
- Mourir aux fleuves barbares, Arthur Rimbaud, une non-biographie, Éditions Confluences, 2004
- Une longue marche, Victor Segalen, Confluences, 2007
- Roland Barthes, un été, Confluences, 2009
- La mort de Roland, Confluences, 2010
- Lucy, – 3 000 000, Confluences, 2012
- Le désert, Rimbaud, Atelier de l’agneau, ⁣, 2018[5],[6]
- À la recherche de Lucy, pour que les poètes aiment AL 288-1, Atelier de l'agneau, 2019[7],[8]
- L’arrestation, Kafka/Derrida, Atelier de l'agneau, 2020[9],[10]